# 오쿠야마 다쿠로
오쿠야마 다쿠로(일본어: 奥山 卓廊, 1983년 10월 27일 ~ )는 일본의 전 축구 선수이다.

## 구단 경력
과거 더스파 구사쓰에서 활동하였다.